# 김진우 (1958년)
김진우(金鎭雨, 1958년 9월 24일 - 2008년 7월 2일)는 전 KBO 리그 삼미 슈퍼스타즈와 청보 핀토스의 주전 포수였다.
한편, 1981년부터 성인 국가대표에 합류했지만  당시 심재원이 주전포수로 활약했던 탓인지 백업포수나 1루수를 봤으며 1986년 3루타 4개로 역대 포수 단일시즌 최다 3루타(82년 금광옥 3개) 기록을 깼으나 1989년 김성현, 1993년 박현영(모두 5개)에 의해 단일시즌 포수 최다 3루타 기록이 갱신됐지만 2019년 박세혁 (9개)에 의해 갱신됐다.

## 출신 학교
- 인천송림초등학교
- 상인천중학교
- 인천고등학교
- 인하대학교(79년 성무 입대 뒤 81년 3학년으로 복학)